# Pianówka
Pianówka – wieś w Polsce położona w województwie wielkopolskim, w powiecie czarnkowsko-trzcianeckim, w gminie Czarnków.
| SIMC    | Nazwa      | Rodzaj    |
| ------- | ---------- | --------- |
| 1006080 | Zieleniewo | część wsi |

W latach 1975–1998 miejscowość należała administracyjnie do województwa pilskiego.